# Protestantismo Tradicional

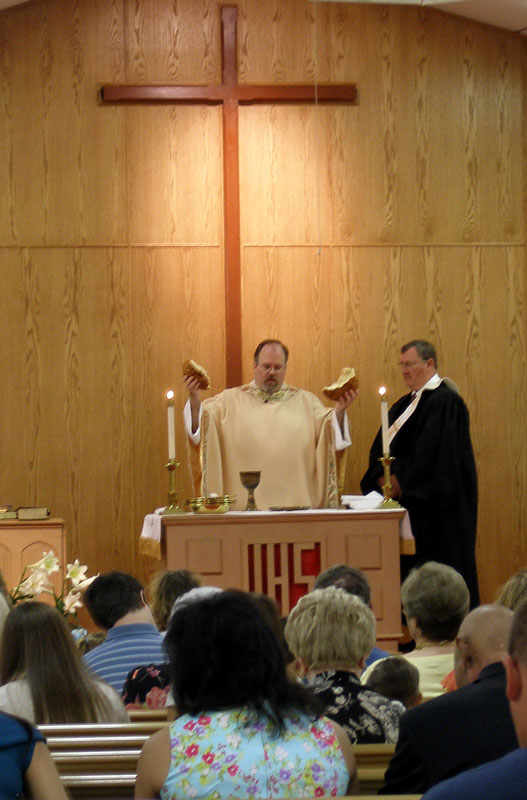
Un ministro preside el servicio dominical de Comunión en una Iglesia Metodista Unida, una denominación protestante tradicional típica y una de las «Siete Hermanas del protestantismo estadounidense».

Las iglesias protestantes tradicionales (también llamadas protestantes principales o protestantes históricas y, a veces, protestantes ortodoxas)  son un grupo de denominaciones protestantes en los Estados Unidos y América Latina que contrastan en la historia y la práctica con las denominaciones protestantes evangélicas, los fundamentalistas y los pentecostales. Algunos hacen una distinción entre «línea principal» y «línea antigua», y la primera se refiere solamente a los lazos denominacionales y la segunda se refiere al linaje, el prestigio y la influencia de la iglesia. Sin embargo, esta distinción se ha perdido en gran medida en la historia y ahora los términos son casi sinónimos.
Las iglesias protestantes tradicionales han enfatizado la justicia social y la salvación personal, y tanto política como teológicamente, tienden a ser más liberales que los protestantes no principales. Las principales iglesias protestantes comparten un enfoque común que a menudo conduce a la colaboración en organizaciones como el Consejo Nacional de Iglesias y, debido a su participación en el movimiento ecuménico, a veces se les da la etiqueta alternativa de «protestantismo ecuménico» (especialmente fuera de los Estados Unidos). Mientras que en 1970 las principales iglesias protestantes reclamaban como miembros a la mayoría de los protestantes y a más del 30 % de la población estadounidense, a 2009 son una minoría entre los protestantes estadounidenses y representan aproximadamente el 15 % de los adultos estadounidenses.

## Historia
Los protestantes principales fueron la mayoría de los protestantes en los Estados Unidos hasta mediados del siglo XX. Una caída en la membresía en todas las denominaciones cristianas fue más pronunciada entre los grupos principales, con el resultado de que los grupos principales ya no constituyen la mayoría. En 2020, el Instituto de Investigación de Religión Pública realizó un censo religioso, basado en la autoidentificación, y encontró que aproximadamente el 16 % de los estadounidenses se identificaron como protestantes blancos no hispanos, superando ligeramente a los protestantes evangélicos blancos no hispanos que eran el 14 % de la población estadounidense en Estados Unidos. En 2014, Pew Research completó y publicó la Encuesta de paisaje religioso en la que se estimó que el 14,7 % de los estadounidenses se identificaron como protestantes principales, excluyendo las denominaciones históricamente negras y afroamericanas, mientras que el 25,4 % se identificaron como protestantes evangélicos, excluyendo también la pertenencia a denominaciones históricamente negras.
Las iglesias principales más grandes de los Estados Unidos, a menudo denominadas las «Siete Hermanas del protestantismo estadounidense», son las siguientes:
- Iglesias Bautistas Americanas
- Iglesia Cristiana (Discípulos de Cristo)
- Iglesia episcopal
- Iglesia Evangélica Luterana en América
- Iglesia Presbiteriana (Estados Unidos)
- Iglesia Unida de Cristo
- Iglesia Metodista Unida

Las denominaciones más pequeñas también ampliamente consideradas principales incluyen, pero no se limitan a, la Iglesia Reformada en América, la Iglesia Menonita, la Iglesia de los Hermanos y la Iglesia Morava en América del Norte, así como muchas agrupaciones de la Sociedad Religiosa de Amigos (Cuáqueros).
El término «línea principal» también se ha aplicado a las iglesias protestantes canadienses que comparten orígenes comunes con sus contrapartes estadounidenses.[10] En México, la Iglesia Anglicana está históricamente ligada y formada a partir de la Iglesia Episcopal de los Estados Unidos. El término también se usa ocasionalmente para referirse a iglesias protestantes históricas en Europa, América Latina y Sudáfrica.
Las iglesias principales comparten un enfoque activo de los problemas sociales que a menudo conduce a la cooperación en organizaciones como el Consejo Nacional de Iglesias. Debido a su participación en el movimiento ecuménico, a las iglesias principales a veces (especialmente fuera de los Estados Unidos) se les da la etiqueta alternativa de protestantismo ecuménico. Estas iglesias desempeñaron un papel destacado en el movimiento del evangelio social y participaron activamente en causas sociales como el movimiento por los derechos civiles y el movimiento de mujeres. Como grupo, las iglesias principales han mantenido una doctrina religiosa que enfatiza la justicia social y la salvación personal. Los miembros de las principales denominaciones han desempeñado roles de liderazgo en la política, los negocios, la ciencia, las artes y la educación. Estuvieron involucrados en la fundación de los principales institutos de educación superior. Marsden argumenta que en la década de 1950, «los principales líderes protestantes eran parte de la corriente principal cultural liberal-moderada, y sus principales portavoces eran participantes respetados en la conversación nacional».
Algunas denominaciones protestantes principales tienen la mayor proporción de títulos de grado y posgrado de cualquier otra denominación en los Estados Unidos. Algunos también incluyen la proporción más alta de personas con alguna educación universitaria, como la Iglesia Episcopal (76 %), la Iglesia Presbiteriana (Estados Unidos) (64 %), y la Iglesia Unida de Cristo (46 %),[23] así como la mayor parte de la clase alta estadounidense. en comparación con el promedio nacional del 50 %. Los episcopales y los presbiterianos también tienden a ser considerablemente más ricos y mejor educados que la mayoría de los otros grupos religiosos, y estuvieron desproporcionadamente representados en los niveles superiores de los negocios y la ley de los Estados Unidos hasta la década de 1950.
En la década de 1990, cuatro de los jueces de la Corte Suprema de Estados Unidos eran protestantes tradicionales: Sandra Day O'Connor, John Paul Stevens, William Rehnquist y David Souter.
Desde 1854 hasta por lo menos 1964, los protestantes tradicionales y sus descendientes fueron fuertemente republicanos. En las últimas décadas, los republicanos superan ligeramente a los demócratas.
De 1965 a 1988, la membresía de la iglesia principal disminuyó de 31 millones a 25 millones, luego cayó a 21 millones en 2005.[29] Mientras que en 1970 las iglesias principales reclamaban la mayoría de los protestantes y más del 30 % de la población como miembros, hoy son una minoría entre los protestantes; en 2009, solamente el 15 % de los estadounidenses eran adherentes. Una estadística de Pew Forum reveló la misma proporción en 2014.

## Terminología
Esta distinción fue acuñada durante los debates entre modernistas y fundamentalistas en la década de 1920. Varias fuentes afirman que el término en inglés Mainline (‘Línea principal’) deriva de la línea principal de Filadelfia, un grupo de suburbios prósperos de Filadelfia; la mayoría de los residentes pertenecían a las denominaciones tradicionales. Hoy en día, la mayoría de los protestantes principales siguen arraigados en el noreste y el medio oeste de los Estados Unidos.

### Tradicional vs. ortodoxo
El término protestante ortodoxo en el uso académico no es equivalente a protestante tradicional y a menudo se usa como un intento de encontrar un vocabulario sociológico imparcial para distinguir la ortodoxia y la herejía o las prácticas litúrgicas modernas y las clásicas. Por lo tanto, en la referencia cristológica y doctrinal, el cristianismo convencional es a menudo equivalente al trinitarianismo. El término tradicional implica una conexión con la época de la Reforma, no con el tradicionalismo o conservadurismo.

## Denominaciones

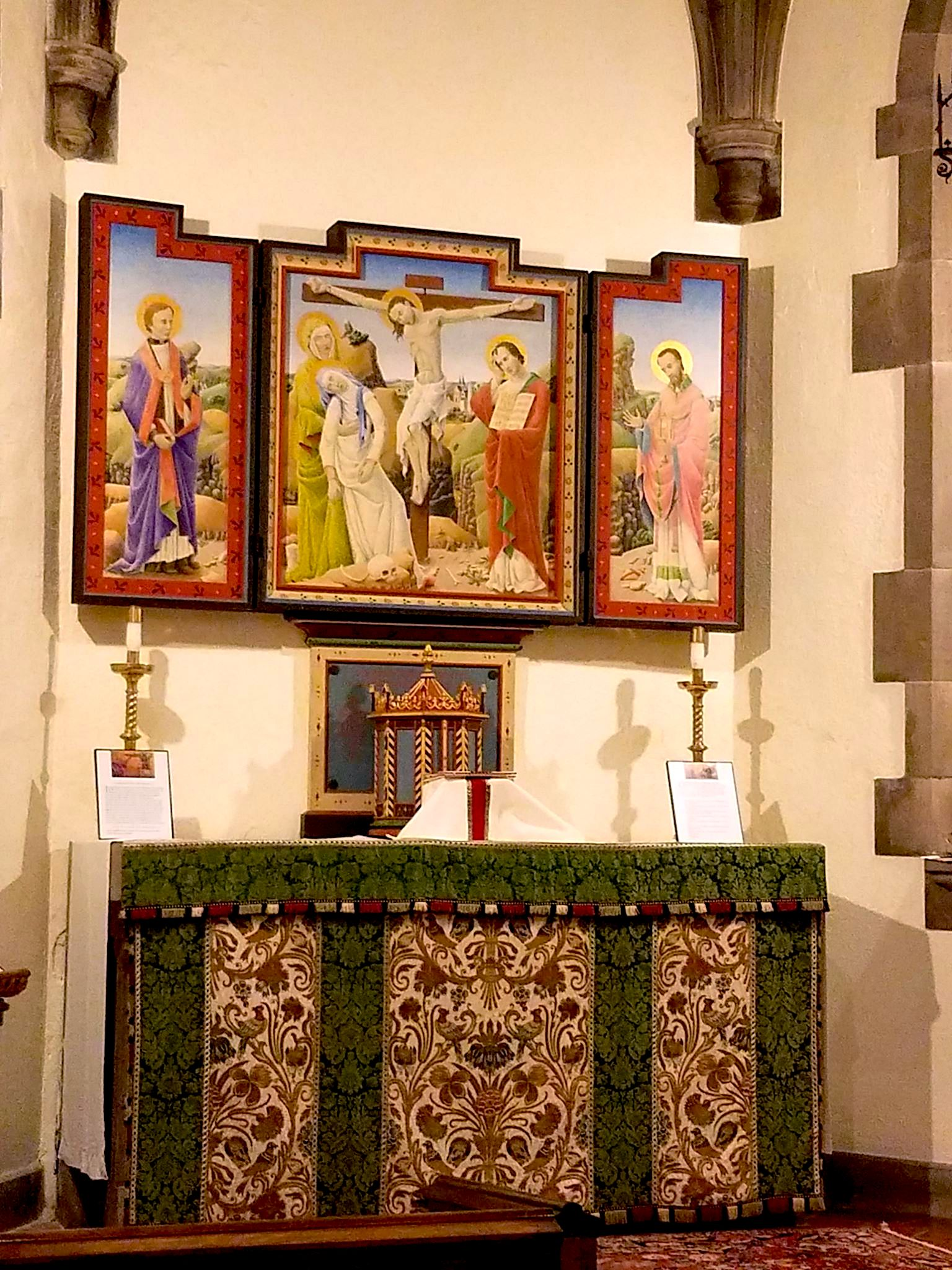
Lady Chapel en la Iglesia del Buen Pastor, una iglesia episcopal anglo-católica del en Pensilvania.

Las iglesias tradicionales más grandes a veces se denominan las «Siete Hermanas del protestantismo estadounidense»: la Iglesia Metodista Unida (UMC), la Iglesia Evangélica Luterana en América (ELCA), la Iglesia Episcopal (TEC), la Iglesia Presbiteriana (Estados Unidos) (PCUSA), Iglesias Bautistas Estadounidenses de Estados Unidos (ABCUSA), Iglesia Unida de Cristo (UCC) e Iglesia Cristiana (Discípulos de Cristo).
- La Iglesia Metodista Unida es la denominación protestante principal más grande entre las «Siete Hermanas», con 6,3 millones de miembros en los Estados Unidos (en 2020).[31]
- La Iglesia Evangélica Luterana en América (ELCA) es la segunda denominación principal más grande, con aproximadamente 3,1 millones de miembros y 8900 congregaciones (a finales de 2020).[32]
- La Iglesia Episcopal es la tercera más grande, con 1,7 millones de miembros bautizados activos,[33] de los cuales 1,6 millones de miembros se encuentran en los Estados Unidos (en 2020).[34]
- La Iglesia Presbiteriana (Estados Unidos) es la cuarta denominación principal más grande, con 1,2 millones de miembros activos en 8900 congregaciones (en 2020).[35]
- American Baptist Churches USA ocupa el quinto lugar en tamaño, con aproximadamente 1,1 millones de miembros (en 2017).[36]
- La Iglesia Unida de Cristo es la sexta, y tiene alrededor de 770 000 miembros (en 2020).[37]
- La Iglesia Cristiana (Discípulos de Cristo) es la séptima, y tiene alrededor de 351 000 miembros (a partir de 2020).[38]

Las denominaciones más numerosa en Latinoamérica y España de estas tradiciones son:
- Anglicanas:
  - Iglesia Anglicana de México: 100.000 miembros.[9][39][40][41]
  - Iglesia Episcopal Anglicana de Brasil: 120.000 miembros.[42]
  - Iglesia española reformada episcopal: 5.000 miembros.[43]
  - Iglesia Anglicana de Sudamérica: (Argentina, Bolivia, Chile, Paraguay, Perú y Uruguay): 22 500 miembros.[44]
  - Iglesia Episcopal de Honduras: 33,621 miembros.[45]
- Reformadas:
  - Iglesia Presbiteriana de Colombia: 12.000 miembros.[46]
  - Iglesia Presbiteriana-Reformada en Cuba: 15.0000 miembros.
- Metodista:
  - Iglesia Metodista de México: 50.000 miembros.[47]
  - Iglesia Metodista de Perú: 32 000 miembros.[48]
  - Iglesia Metodista de Puerto Rico: 12.000 miembros.[49]
  - Iglesia Metodista de Brasil: 162.000 miembros.[50][51]
- Bautista Confesional (No confundir con otras denominaciones evangélicas como los Bautistas Reformados, Bautistas Independientes, Bautistas del Séptimo día o Bautistas fundamentalistas):
  - Convención Bautista Brasileña: 1.790.227.[52]
  - Convención Bautista de Nicaragua: 85.000.[53][54]
  - Convención Evangélica Bautista Argentina: 85.000.[54]
  - Unión Bautista Boliviana: 50,580.[55]
  - Unión de Iglesias Evangélicas Bautistas de Chile: 25,749.[56]
  - Denominación Bautista Colombiana: 21,844.[57]
  - Convención Bautista de Cuba Occidental: 28,022.[58]
  - Convención Bautista de Cuba Oriental: 43,506.[59]
  - Convención Bautista de Ecuador: 23,560.[60]
  - Convención de Iglesias Bautistas de Guatemala: 73,100.[61]
  - Convención Evangélica Bautista del Perú: 14,000.[62]
  - Convención Evangélica Bautista del Paraguay: 21.500.[63]
  - Unión Evangélica Bautista de España: 11,438.[64]
  - Convención Nacional Bautista de Venezuela: 45,000.[65]
- Iglesia Cristiana Discípulos de Cristo (No confundir con las iglesias evangélicas independientes que también usas el nombre "Iglesia Cristiana"):
  - Iglesia Evangélica de los Discípulos de Cristo (Argentina). 700 miembros.[66]
- Luterana:
  - Iglesia Evangélica Luterana de Brasil: 243.093 miembros.[67]
  - Iglesia Evangélica Luterana Boliviana: 20.000 miembros.[68]
  - Sínodo Luterano Salvadoreño: 15.000 miembros.[69]
- Morava:
  - Iglesia Morava de Nicaragua: 82.944 miembros.[70]

En contraste, las denominaciones de Iglesia Baja (como las evangélicas) suelen ser más numerosas, especialmente en Centroamérica y el Caribe.
Si bien varias denominaciones protestantes han experimentado una disminución de miembros, los cambios más pronunciados se han producido entre las iglesias tradicionales. Las tendencias demográficas de las iglesias evangélicas e históricamente afroamericanas han sido más estables. Según el Pew Research Center, las iglesias principales podrían reclamar el 14,7 % de todos los adultos estadounidenses en comparación con el 25,4 % que pertenecía a iglesias evangélicas en 2014.
Los demógrafos Hout, Greeley y Wilde han atribuido la disminución a largo plazo de la membresía principal y el crecimiento concomitante de las denominaciones protestantes conservadoras a cuatro causas básicas: tasas de natalidad; cambiar a denominaciones conservadoras; salida del protestantismo a «no religión» (es decir, secularización); y conversiones de fuentes no protestantes. En su análisis, con mucho, la principal causa son las tasas de natalidad: bajas para los organismos tradicionales y altas para los conservadores. El segundo factor más importante es que menos conservadores cambian a las denominaciones principales que antes. A pesar de las especulaciones en sentido contrario, Hout, Greeley y Wilde argumentan que cambiar de una denominación tradicional a una conservadora no es importante para explicar la tendencia, porque es bastante constante a lo largo de las décadas. Finalmente, las denominaciones conservadoras han tenido una mayor afluencia de conversos. Su análisis no respalda la noción de que el conservadurismo social o teológico o el liberalismo tienen mucho impacto en las tendencias de crecimiento a largo plazo.
La evidencia de la Encuesta Social General indica que una mayor fecundidad y una maternidad más temprana entre las mujeres de denominaciones conservadoras explica el 76 % de la tendencia observada: las denominaciones conservadoras han crecido por su cuenta. Los miembros de la denominación principal tienen la tasa de natalidad más baja entre los grupos cristianos estadounidenses. A menos que haya una oleada de nuevos miembros, se prevé que el aumento de las tasas de mortalidad disminuya aún más sus filas en los próximos años.